# Uzin Utz
Die UZIN UTZ Societas Europaea mit Sitz in Ulm ist ein Hersteller von Bodenverlegesystemen.
Die Uzin Utz SE hat sich seit ihrer Gründung im Jahr 1911 vom regionalen Klebstoffhersteller zu einem weltweit agierenden Komplettanbieter für Bodensysteme entwickelt. Das bereits in vierter Generation familiengeführte Unternehmen bietet mit seinen Marken UZIN, WOLFF, PALLMANN, Arturo, Codex und Pajarito alles rund um die Neuverlegung, Renovierung und Werterhaltung von Bodenbelägen aller Art. Dabei ist das Unternehmen mit seinen 1.400 Mitarbeitern führend in der Entwicklung und Herstellung von Produktsystemen, Maschinen und Werkzeugen für die Bodenbearbeitung.
Das Unternehmen ist im CDAX notiert. Als erster familienfremder Manager übernahm Thomas Müllerschön im Januar 2016 den Vorsitz des Vorstands. H. Werner Utz hat seit Mai 2016 den Vorsitz des Aufsichtsrats inne, wobei die Familie Utz derzeit 55 Prozent der Aktien des Unternehmens hält. Anfang 2018 wurden mit Julian Utz und Philipp Utz die vierte Familiengeneration in den Vorstand des börsennotierten Familienunternehmens berufen.

## Geschichte
Das Unternehmen wurde 1911 von Georg Utz als Fabrikation Chemischer Produkte in Wien gegründet. 1948 legte sein Sohn Willi den Grundstein für die Klebstoff-Ära des Unternehmens, der Name Uzin wurde dazu beim Deutschen Patentamt eingetragen. In den 1970er bis 1980er Jahren festigte der Betrieb seine Marktposition in Deutschland und Europa. Werner Utz wurde in dieser Zeit in die Unternehmensleitung gerufen. Mitte der 1980er Jahre entwickelte das Unternehmen ein Komplettprogramm mit Klebstoffen. Damit gelang dem Unternehmen der Durchbruch in den Segmenten Boden und Parkett.
Von 1989 bis 1996 spezialisierte sich UZIN UTZ auf die Herstellung von Markenprodukten sowie als Dienstleister im Bau-Spezialhandwerk, im Innenausbau und im Fachhandel. In dieser Zeit wurde auch die Uzin-ÖkoLine eingeführt, sowie die Vertriebsorganisation erweitert. 1997 wurde das Unternehmen in eine Aktiengesellschaft umgewandelt. Noch im selben Jahr wurde die Aktie an die Börse gebracht. Mit der Übernahme der schweizerischen Tyro AG in den Jahren 1998 bis 2000 gewann die Aktiengesellschaft einen zweiten Produktionsstandort. Ebenfalls lief die Planungsphase zweier neuer Trockenmörtelwerke in Polen und Frankreich an. Mit dem Bau eines neuen Logistikzentrums in Ulm wurde begonnen, von dem europaweit ausgeliefert wird. Die Gesellschaft beteiligte sich in dieser Zeit auch an der „Wolff Spezialmaschinen GmbH“ in Vaihingen an der Enz, auch das Produktionsprogramm der ÖkoLine wurde erweitert. Zudem wurde die „Pallmann GmbH & Co. KG“ in München übernommen und ein Werk in Frankreich eröffnet. Zum 1. April 2002 wurde der österreichischen Spezialhersteller von Parkettsiegellacken und Parkettpflegemitteln AV Chemische Technische Produkte Ges. m. b. H., Vösendorf bei Wien übernommen. Im Jahr 2003 kaufte das Unternehmen die Lackfabrik „Hch. Jordan“ in Würzburg.
2004 folgte die Übernahme der Unipro-Gesellschaften in Haaksbergen (Niederlande) und Gent (Belgien). Außerdem wurden die „Pallmann GmbH & Co. KG“ und die „Lackfabrik Hch. Jordan GmbH“ zur „JP Coatings“ zusammengeführt. 2005 kaufte UZIN UTZ die „SIGA Flor AG“ und benannte sie um in „Sifloor AG“. Im Jahr 2006 wurden alle Bodenaktivitäten unter der Dachmarke Ufloor Systems zusammengefasst. Die „Hermann Frank GmbH & Co. KG“ in Flehingen wurde 2007 in die Unternehmensgruppe integriert. Aus den Uzin Fliesen und Naturstein wurde die neue Fliesenmarke codex.
2008 folgte die Akquisition der „RZ Chemie GmbH“ sowie der „Genial Produkte GmbH“ (Meckenheim bei Bonn) und die Sifloor Produkte wurden in die Marke Uzin integriert. 2009 wurde die neue Uzin Ökoline-Produktlinie sowie eine Reihe von Pallmann-Produkten mit dem Umweltsiegel "Der Blaue Engel" ausgezeichnet, das sie nun neben dem Emicode EC 1 tragen. 2009 erfolgte die Übernahme der DS Derendinger AG in Thörishaus, Schweiz.
Seit 2010 besitzt die Uzin Utz SE als erstes Unternehmen der Branche mit seiner Marke UZIN ein komplettes Produktsystem, das mit EPDs (Environmental Product Declarations) zertifiziert wurde.
Seit 2011 gehört auch die norwegische Gesellschaft Løkken AS in Skien zu UZIN UTZ. Im gleichen Jahr feierte das schwäbische Familienunternehmen sein 100-jähriges Firmenjubiläum.
Zudem wurde die JP Coatings GmbH rückwirkend zum 1. Februar 2013 auf die Genial Produkte GmbH verschmolzen. Die Gesellschaft firmiert unter dem Namen Pallmann GmbH mit Sitz in Würzburg. Die Uzin Utz SE erwarb darüber hinaus weitere Anteile an der Arendicom GmbH und hält somit nun 35,0 % des Unternehmens.
2014 war eine Umfirmierung der Hermann Frank Verwaltungs GmbH sowie der Hermann Frank GmbH & Co. KG in WOLFF Verwaltungs GmbH und WOLFF GmbH & Co. KG.
2015 starteten die Produktionen der neu erbauten Maschinenfabrik am Standort Ilsfeld der WOLFF GmbH & Co. KG und der
UZIN UTZ Manufacturing North America Inc. in den USA. Außerdem wurde im gleichen Jahr der erste Nachhaltigkeitsbericht veröffentlicht.
2016 erfolgte der Vorstandswechsel – Thomas Müllerschön wird Vorstandsvorsitzender der Unternehmensgruppe. Darüber hinaus sind Beat Ludin und Heinz Leibundgut weitere neue Mitglieder des Vorstands.
2018 gab es einen erneuten Wechsel im Vorstand – Julian und Philipp Utz übernehmen gemeinsam mit Heinz Leibundgut die Unternehmensleitung. In diesem werden die internationalen Tochtergesellschaften in „UZIN UTZ“ umfirmiert.
Mit Wirkung zum 1. August 2018 wurde der Werkzeughersteller „Pajarito“ aus dem nordrhein-westfälischen Mettmann von UZIN UTZ übernommen.

## Marken

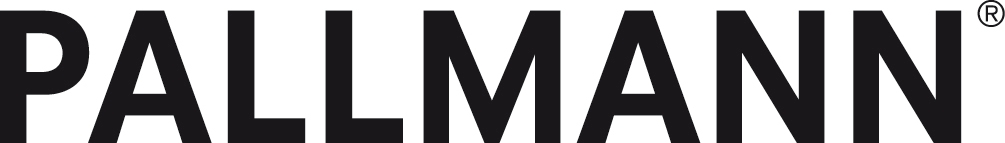
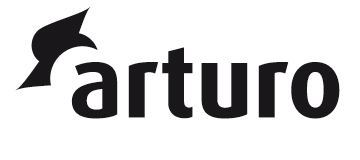
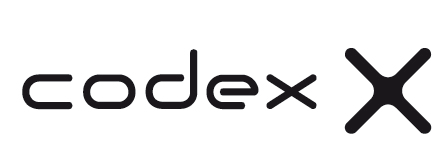
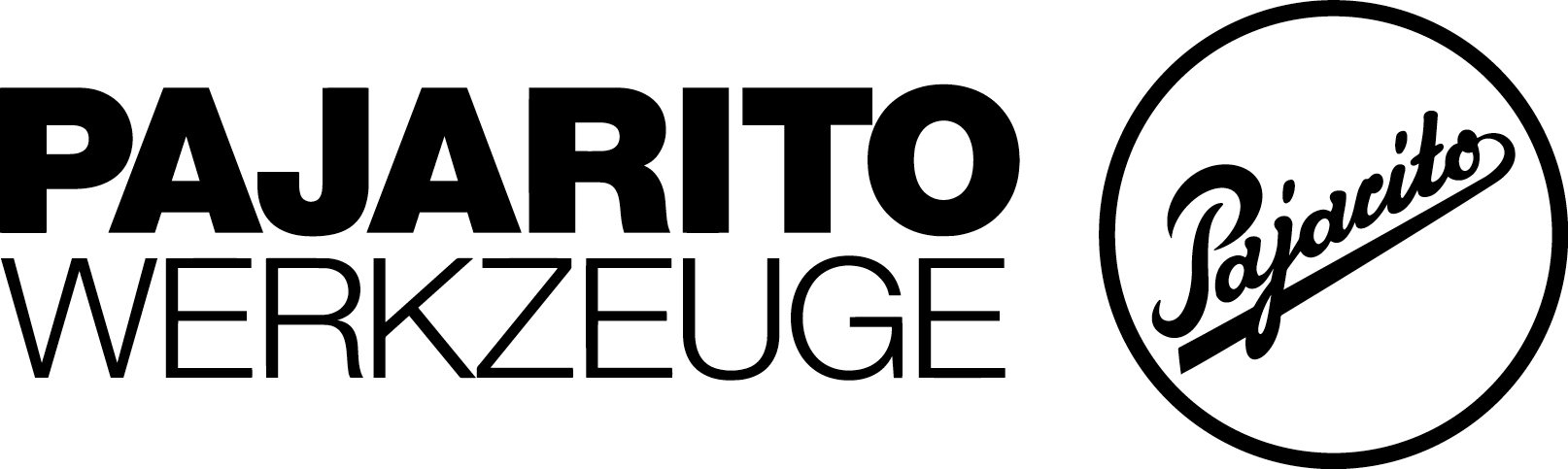